# Bonifacy III z Toskanii
Bonifacy III (także Bonifacy IV lub Bonifacy z Canossy; ur. ok. 985, zm. 6 maja 1052) – syn markiza Tedalda i Willi z Bolonii, ojciec Matyldy toskańskiej (Matyldy z Canossy), najpotężniejszy w swoim czasie z książąt w północnej Italii. Odziedziczył komicję nad Brescią, Canossą, Ferrarą, Florencją, Lukką, Mantuą, Modeną, Pizą, Pistoią, Parmą, Reggio, oraz Marchią Werony (od 1007) jak również od 1027 ustanowiony został markizem Toskanii aż po zabójstwo w 1052. Jego rodzinny zamek znajdował się w Canossie, zaś ród przez wiele pokoleń panował nad Modeną. W jego posiadaniu znajdowało się wiele alodiów.
Bonifacy prawdopodobnie współrządził ze swoim ojcem. W 1004 nadał opactwu Polirone ziemię, którą opisano nazwą marchio a sam Bonifacy pojawił się w dwóch dokumentach tego samego roku jako gloriosus marchio. Swój dwór utrzymywał w Mantui, którą przekształcił w miasto kultury: Z tak wielką ilością olśniewających widowisk i uczt, że całą potomność i wszystkich mu współczesnych zadziwiać nie ustanie.
W 1014, Bonifacy wsparł Henryka II w pokonaniu uzurpatora Arduina, markiza Ivrei, króla Italii, którego tytułu królewskiego cesarz nie uznawał. Wyznaczony przez ojca dziedzicem przez pominięcie braci w 1016 ponownie walczył u boku cesarza, tym razem przeciwko markizowi Turynu Ulrykowi Manfredowi II.
W 1020 stłumił bunt swojego brata Konrada, później jednak oboje się pogodzili i pisma wspominają oboje ich jako duces. W 1027 wsparł kandydaturę Konrada II do Żelaznej Korony Lombardii oraz do korony cesarskiej przeciwko innym pretendentom: Wilhelmowi V Wielkiemu, Robertowi II Pobożnemu czy też wcześniej Hugo Magnusowi. Kiedy lombardzcy wrogowie Bonifacego próbowali nastawić przeciw niemu jego brata, bracia wytoczyli im bitwę pod Coviolo nieopodal Reggio, z której wyszli zwycięsko, pomimo iż Konrad w niej poległ. Gdy Konradowi II ostatecznie powiodło się wkroczenie do Italii, spotkał się w Lucce z oporem i złożył z urzędu markiza Toskanii Rainiera, a jego ziemie i tytuły nadał Bonifacemu. Taki scenariusz wydaje się bardzo prawdopodobny, niemniej jednak dokładna data przyjęcia przez Bonifacego panowania nad Toskanią pozostaje niepewna.
Bonifacy stłumił bunty przeciw cesarzowi w Pawii i w Parmie a cesarz w zamian zawarł układ z Bonifacym, w którym uznawał niezależność Bonifacego. W 1032 wypowiedział wojnę buntownikowi Odonowi II, hrabiemu Blois, Chartres, Meaux, and Troyes. W 1037 dopomógł w stłumieniu buntu przeciwko cesarzowi Konradowi II. W 1043 w nagrodę za służbę Cesarstwu otrzymał Księstwo Spoleto i Camerino. Otrzymał również nadania jeszcze większej ziemi w Parmie oraz Piacenzy. Główną jego siedzibą była w tamtym czasie Mantua.
W 1039 odbył podróż do Miroalto (obecnie Murten) by wspomóc cesarza Henryka III przeciw buntowniczemu Odonowi z Blois. Podczas swojego powrotu zniszczył zasiewy w polach regionu. Rozwścieczona ludność w odwecie ukradła mu część jego koni. Podczas krwawej kontrakcji odwetowej Bonifacy miał wypowiedzieć swoje słynne zdanie. Przygotowując się do odcięcia uszu i nosa pewnemu młodemu człowiekowi odrzekł jego matce oferującej mu wagę syna w srebrze w zamian za oszczędzenie dziecka, że "nie jest handlowcem, lecz żołnierzem" i dodając: Absit ut hostes ferro capti redimantur argento
(Daleko do tego by rzecz zdobyta żelazem miała zostać wykupiona srebrem).
W 1046, Henryk III wkroczył do Italii by koronować się na cesarza. Bonifacy podjął w Piacenzy cesarza i cesarzową Agnieszkę z Poitou szczodrze i z należytymi honorami. Podobnie para cesarska została podjęta podczas podróży powrotnej przez zarządców Mantui. Stosunki pomiędzy Bonifacym a Henrykiem III jednak wkrótce w 1047 roku pogorszyły się. Przyczyny takiej odmiany są dyskutowane. Henryk mógł poczuć się zagrożony rosnącym w siłę i w bogactwo Bonifacym, toteż podczas nadarzających się następujących po sobie sposobności podejmował próby aresztowania go. Z drugiej strony Bonifacy mógł sprzymierzyć się z hrabiami Tusculum, spokrewnionymi z nimi papieżami oraz Guimarem IV z Salerno. a – podobnie jak w przypadku relacji z Guimarem – Henryk, pomimo iż Bonifacy wspomagał go orężem tłumiąc bunty, mógł poczuć się do obrazy cesarskiego majestatu.
W 1048 Bonifacy poparł złożonego z urzędu papieża Benedykta IX i wspólnie z nim najechał Rzym oraz odzyskał dla sojusznika – choć na krótko – tron papieski. Za swe zasługi uzyskał kontrolę nad częścią ziem kościelnych. Mówiło się o nim, że miał w zwyczaju wyzyskiwać włości od Kościoła – tyczy się to zwłaszcza diecezji Reggio, której w zamian za przekazane mu dobra ziemskie obiecał niewielkie tereny rolne oraz uiszczanie rocznego czynszu. W rzeczywistości z obiecanych zobowiązań wywiązywał się rzadko. Bonifacemu udało się w tamtych latach w znaczny sposób powiększyć dobra rodowe – przede wszystkim w północnych Apeninach, na obszarze Apeninu Emiliańskiego i wzdłuż rzeki Pad.
Ostatecznie Bonifacy przyłączył się do reformatorskiego stronnictwa papieża Leona IX. Był obecny podczas synodu w Pawii. Utrzymywał i rozbudował opactwo Pomposa w intencji zbawienia swojej duszy. Przyznał się nawet do symonii i przyzwolił Guido z Pomposy, by ten wybiczował go w pokucie za grzechy.
Usiłował – wbrew edyktowi cesarza Konrada II z 1037 roku – ograniczyć prawa swoich valvassores. To właśnie działania skierowane przeciwko nim miały stać się dużo później – w 1052 – powodem, dla którego został zabity podczas polowania. Niejaki Scarpetta Carnevari, najwidoczniej żywiąc dawną urazę w związku z minionymi wydarzeniami, zranił Bonifacego zatrutą strzałą, podczas gdy ten przygotowywał statek na pielgrzymkę do Jerozolimy. Zamach miał miejsce na rzece Oglio, nieopodal Martino dall'Argine w regionie Spineta. Być może jednak – jak się przypuszcza – Bonifacy został zabity z inspiracji Henryka III. Wspomina się, iż wcześniej – w 1044 w Brescii – miała już miejsce próba zamachu: spiskowcy uciekli do Werony, którą Bonifacy następnie splądrował, zanim z Mantui wygnał jeszcze werońskich konspiratorów. Grób Bonifacego znajduje się w Katedrze w Mantui.
Pierwsze małżeństwo Bonifacy zawarł przed 1015 z Rychildą, córką Gizelberta II, palatyna Bergamo. Rychilda nie współuczestniczyła w rządach Bonifacego i zmarła bezdzietnie przed 1034. W 1037 Bonifacy poślubił Beatrycze, córkę Fryderyka II Księcia Lotaryngii i hrabiego Bar, siostrzenicę cesarzowej Gizeli, żony Konrada II. Ślub świętowano wystawnie utrzymując dwór w Marengo jeszcze później przez trzy miesiące. Beatrycze również nie miała wpływu na rządy Toskanią, ale urodziła mężowi troje dzieci. Najstarsze z nich – córka Beatrycze – zmarła już w 1053 roku, wkrótce po ojcu. Jedyny syn Fryderyk, objął rządy po ojcu, lecz wkrótce zmarł. Najmłodszym z dzieci była Matylda – odziedziczyła ona wielkie patrymonium po bracie Fryderyku. Beatrycze zaś ponownie wyszła za mąż w 1054 za Gotfryda II Brodatego, księcia Dolnej Lotaryngii.